# Холимид (Вирџинија)
Холимид (енгл. Hollymead) насељено је место без административног статуса у америчкој савезној држави Вирџинија.

## Демографија
По попису из 2010. године број становника је 7.690.
| Група             | 2000.    | 2010.         |
| Белци             | 0 (0,0%) | 6.258 (81,4%) |
| Афроамериканци    | 0 (0,0%) | 406 (5,3%)    |
| Азијати           | 0 (0,0%) | 611 (7,9%)    |
| Хиспаноамериканци | 0 (0,0%) | 224 (2,9%)    |
| Укупно            | 0        | 7.690         |